# Caltojar
Caltojar est un village espagnol situé dans la province de Soria, dans la communauté autonome de Castille-et-León. Village de la Comunidad de Villa y Tierra de Berlanga.

## Toponymie
Formé des mots arabes Calat (forteresse) et Thagr (frontière).

## Curiosités
- Tour de guet (atalaya) arabe.
- Iglesia de San Miguel Arcángel. Eglise paroissiale romane avec des influences bourguignonnes.
- Ermitage de San Baudelio de Berlanga ou Ermita de San Baudillo de Berlanga en espagnol moderne - ermitage de style mozarabe dans le hameau de Casillas de Berlanga.

On le connaît encore aujourd'hui comme la "Chapelle Sixtine de l'art mozarabe". L'édifice fut construit à la fin du XIe siècle par des artisans probablement mozarabes. Il se situait alors dans le no man's land entre chrétiens et musulmans.